# Il Meschino, altramente detto il Guerrino

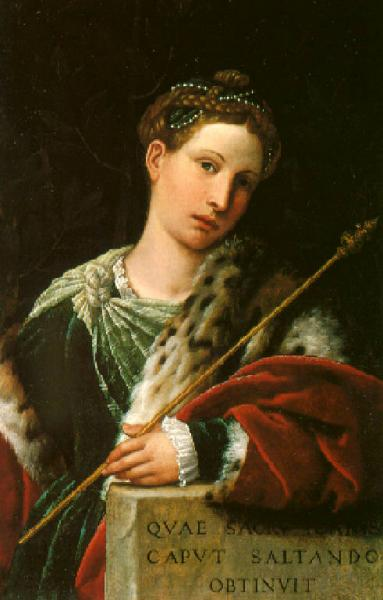
Tullia d’Aragona

Il Meschino, altramente detto il Guerrino – poemat epicki szesnastowiecznej włoskiej poetki Tullii d'Aragony, wydany pośmiertnie w Wenecji w 1560. Epos stanowi wierszowaną przeróbkę prozatorskiego dzieła piętnastowiecznego autora Andrei da Barberin. Utwór d'Aragony jest bardzo obszernym poematem. Dzieli się na trzydzieści sześć pieśni i liczy około trzydziestu tysięcy wersów. Został napisany przy użyciu oktawy (ottava rima), czyli strofy ośmiowersowej, układanej jedenastozgłoskowcem (endecasillabo). Oktawa była forma typową dla renesansowej i barokowej poezji włoskiej, jak również hiszpańskiej i portugalskiej. Jej obecność w literaturze polskiej wzięła się zresztą z przekładów poezji włoskiej. Oktawę wprowadził do epiki włoskiej Giovanni Boccaccio w XIV wieku. W XV wieku Luigi Pulci, Matteo Maria Boiardo i Angelo Poliziano usankcjonowali ją jako zwrotkę największych eposów bohaterskich, przygotowując grunt pod powstanie dwóch największych arcydzieł renesansowej poezji epickiej Orlanda szalonego Ludovica Ariosta i Jerozolimy wyzwolonej Torquata Tassa. Oba te dzieła są znane w Polsce od XVII wieku dzięki przekładom Piotra Kochanowskiego.

L'eccelse meraviglie, il valor vero,
La virtù saggia, la religione.
Canto d'un franco e forte cavaliero
Degno a star con ogni altro al paragone
Ta celeste Signor, perfetto, e vero
Guida mia pura e casta intenzione:
Ch'io non invoco Febo, Euterpe o Clio
Ma te, sommo Signor, del mondo e Dio.

Dzieło w ciągu XVI wieku było wydawane jeszcze dwa razy, w 1575 i w 1594, co najlepiej świadczy o jego niesłabnącej popularności. Kolejna edycja ukazała się w 1839.
Poemat opowiada o losach szlachetnie urodzonego Guerrina, który dostał się w ręce piratów i następnie został sprzedany w niewolę. Nieszczęsny bohater w poszukiwaniu rodziców przemierza właściwie cały znany ówcześnie świat, Europę, Afrykę i Azję, docierając do Turcji, Persji i Indii, a nawet – zapewne wzorem Dantego – do piekła i czyśćca.
Zobacz też: L'Enrico (epos)